# Rafael de la Vega Lamera
Rafael de la Vega Lamera (Santander, 1897 - Santander, 1 de enero de 1955) fue un político, jurista y alcalde de Santander durante los años 1925 y 1928 en tiempos de la dictadura de Primo de Rivera.
De condición monárquico, conservador y católico estuvo estrechamente vinculado a los movimientos de Acción Española en su versión local Sección Montañesa de Acción Española contra la República.
Bajo su mandato en 1927 se inauguraron las instalaciones de la biblioteca Menéndez Pelayo de la calle Rubio (vivienda familiar de los Menéndez Pelayo) con su correspondiente placa conmemorativa y agradecimientos de la ciudad por su legado.
La calle que discurre entre los Campos de Sport de El Sardinero y el Palacio de los Deportes lleva su nombre.
| Predecesor: Nicasio de Cospedal y Jorganes | Alcalde de Santander 1925 - 1928 | Sucesor: Fernando Barreda y Ferrer de la Vega |